# بيت زيد (مناخة)

تعديل مصدري - تعديل

بيت زيد هي إحدى قرى عزلة بني خطاب بمديرية مناخة التابعة لمحافظة صنعاء، بلغ تعداد سكانها 57 نسمة حسب تعداد اليمن لعام 2004.